# Brett Maluwelmeng
Brett Maluwelmeng (sinh ngày 19 tháng 2 năm 1985 ở Sioux City, Iowa, Hoa Kỳ) là một cầu thủ bóng đá và huấn luyện viên bóng đá người Guam. Anh thi đấu ở vị trí thủ môn cho Quality Distributors. Anh thi đấu cho Đội tuyển bóng đá quốc gia Guam từ năm 2006 đến năm 2011 và thi đấu ít nhất 14 trận.
Brett Maluwelmeng cũng là huấn luyện viên của Đội tuyển bóng đá nữ quốc gia Guam.